# يوم الأغذية العالمي

الشِعار العام لِيوم الأغذية العالمي

يَحتفل العالم في 16 تشرين الأول مِن كُل عام بِاليوم العالمي للغذاء وَهو يَوم أَعلنته منظمة الأغذية والزراعة (الفاو) التابعة لِمُنظمة الأمم المتحدة، حيث يتم الاحتفال بهذا اليوم على نِطاق واسع مِن قبل العديد من المنظمات الأخرى المعنية بالأمن الغذائي، بما في ذلك برنامج الأغذية العالمي.
يهدف يوم الغذاء العالمي إلى تعميق الوَعي العام بِمعاناة الجِياع وناقصي الأغذية في العالم، وإلى تشجيع الناس في مُختلف أنحاء العالم على اتخاذ تدابير لمكافحة الجُوع، فيحتفل أكثر من 150 بلد بهذه المُناسبة كُل عام، وفي الولايات المُتحدة ترعى أكثر من 450 مُنظمة تطوعية قومية ومن القطاع الخاص يوم الأغذية العالمي، وتعمل الجماعات المحلية بنشاط في كُل مجتمع من المُجتمعات المَحلية تقريباً.

## مَوضوع السَنة
موضوع يوم الأغذية العالمي لعام 2017 هو «فلنغير مستقبل الهجرة: نستثمر في الأمن الغذائي والتنمية الريفية».

## المنشأ

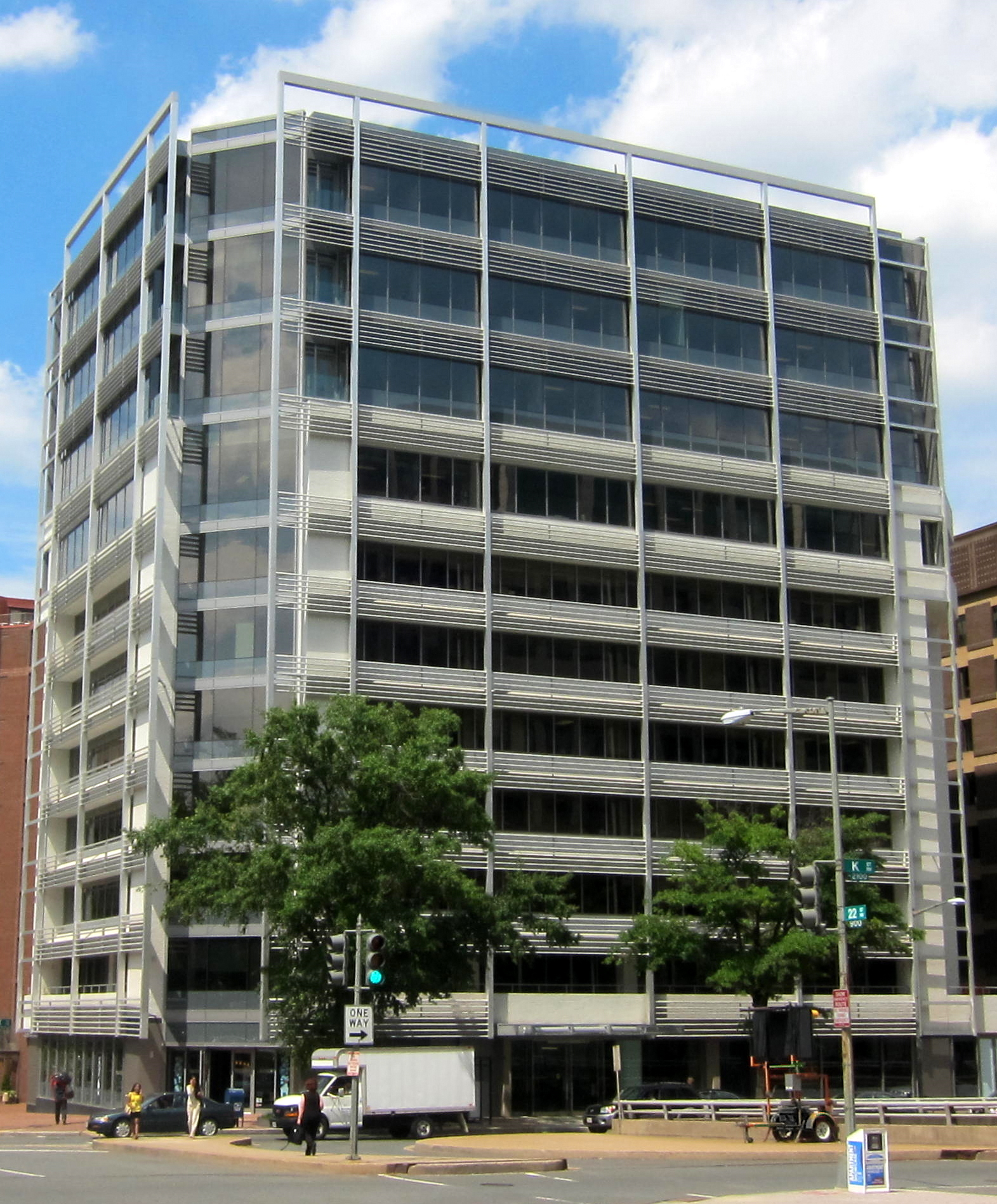
وفد الاتحاد الأوروبي ومنظمة الأغذية والزراعة في مبنى واشنطن بارك

بادرت البلدان الأعضاء في منظمة الأغذية والزراعة (الفاو)، خلال الدورة العشرين لمؤتمر المنظمة المعقودة في نوفمبر/تشرين الثاني 1979، إلى إقامة يوم الأغذية العالمي، ويصادف التاريخ الذي وقع عليه الاختيار- وهو 16 أكتوبر/تشرين الأول - الذكرى السنوية لإنشاء الفاو في عام 1945. وكان الوفد المجري قد لعب دوراً نشطاً خلال دورة المؤتمر العشرين للمنظمة بقيادة الوزير المجري السابق للزراعة والأغذية الدكتور بال روماني، الذي اقترح فكرة الاحتفال بيوم الأغذية العالمي في جميع أنحاء العالم،.

## الأهداف
يَهدف يوم الأغذية العالمي إلى:
1. زيادة وَعي الرأي العام بمشكلة الجوع في العالم.
2. التشجيع على توجيه قدر أكبر من الاهتمام إلى الإنتاج الزراعي في جميع البلدان، وبذل جهود أكبر على المستويات الوطنية والثنائية والمتعددة الأطراف وغير الحكومية لتحقيق هذا الغرض.
3. تشجيع نقل التكنولوجيا إلى بُلدان العالم الثالث.
4. تعزيز التضامن الدوُلي والقُطري في الكفاح ضد الجوع وسوء التغذية والفقر واسترعاء الاهتمام نحو المنجزات المتحققة في مجالي الأغذية والتنمية الزراعية.
5. تشجيع مُساهمة جماهير الريف ولاسيَّما النساء وأكثر الفئات حِرماناً في اتخاذ القرارات والأنشطة التي تمس ظروف حياتهم.
6. تشجيع التعاون الاقتصادي والتقني فيما بين البلدان النامية.

## الموضوعات الرئيسية
منذ عام 1981، اعتَمَدَ يوم الأغذية العالمي موضوعاً مُختلفاً لكل عام من أجل تسليط الضوء على المجالات اللازمة للعمل وتشجيع التركيز المشترك،
وَتدور مُعظم المواضيع حول الزراعة لأن الاستثمار في الزراعة فقط جنباً إلى جنب مع دعم التعليم والصحة سَيُغير هذا الوضع، ولابد للجزء الأكبر من هذه الاستثمارات أن يأتي من القطاع الخاص، مع الاستثمار العام الذي يلعب دورا حاسماً لا سيَّما في ضوء تسهيل وتحفيز تأثيره على الاستثمار الخاص،
على الرغم من أهمية الزراعة كقوة دافعة في اقتصادات العديد من البلدان النامية، فإن هذا القطاع الحيوي كثيراً ما يفتقر إلى الاستثمار، وعلى وجه الدقة، فقد أظهرت المساعدات الخارجية للزراعة انخفاضاً مَلحوظاً على مدى السنوات العشرين الماضية. وقد جاءت المواضيع الرئيسية ليوم الأغذية العالمي كالتالي:
- 1981: الأغذية تأتي أولاً.
- 1982: الأغذية تأتي أولاً.
- 1983: الأمن الغذائي.
- 1984: النساء في الزراعة.
- 1985: الفقر في المناطق الريفية.
- 1986: الصيادون و مجتمعات الصيد.
- 1987: صغار المزارعين.
- 1988: شباب الريف.
- 1989: الأغذية والبيئة.
- 1990: الغذاء من أجل المستقبل.
- 1991 : الأشجار في خدمة الحياة.
- 1992 : الأغذية والتغذية.
- 1993 : حصاد التنوع الطبيعي.
- 1994 : الماء عصب الحياة.
- 1995 : الغذاء للجميع.
- 1996 : مكافحة الجوع وسوء التغذية.
- 1997 : الاستثمار في الأمن الغذائي.
- 1998 : المرأة تطعم العالم.
- 1999 : الشباب ضد الجوع.
- 2000: ألفية متحررة من الجوع.
- 2001 : مكافحة الجوع للحد من الفقر.
- 2002 : الماء: عماد الأمن الغذائي.
- 2003 : العمل معا لإقامة تحالف دولي ضد الجوع.
- 2004 : التنوع البيولوجي للتحقيق الأمن الغذائي.
- 2005 : الزراعة والحوار بين الثقافات.
- 2006 : الاستثمار في الزراعة لتحقيق الأمن الغذائي.
- 2007: الحق في الغذاء.
- 2008 : الأمن الغذائي العالمي: تحديات تغير المناخ والطاقة الحيوية.
- 2009 : تحقيق الأمن الغذائي في وقت الأزمات.
- 2010: معاً لمكافحة الجوع.
- 2011: أسعار الأغذية - من التأزّم إلى الاستقرار.
- 2012 : التعاونيات الزراعية تغذّي العالم.
- 2013 : النظم الغذائية المستدامة لتحقيق الأمن الغذائي والتغذية.
- 2014 : الزراعة الأسريّة: «إطعام العالم ورعاية الكوكب».
- 2015 : الزراعة والحماية الاجتماعية – تقويض الحلقة المُفرغة للفقر الريفي.
- 2016: المناخ يتغير، الأغذية والزراعة أيضاً.
- 2017: فلنغير مستقبل الهجرة: نستثمر في الأمن الغذائي والتنمية الريفية.

## القرارات المتعلقة بيوم الأغذية العالمي
هُناك عدة قرارت متعلقة بيوم الأغذية العالمي، وِمنها:
1. القرارات الصادرة عن دورات المؤتمر العام للفاو: صدرت عدة قرارات عن الفاو تعمل على تنظيم آلية يوم الأغذية العالمي ومنها القرار (1/79، 7/81، 5/83، 2/87 ، 4/93، 1/95، 3/97).[7]
2. قرار الجمعية العامة للأمم المتحدة 35/70.
3. إعلان الذكرى الخمسين بشأن الأغذية والزراعة.
4. إعلان بشأن الذكرى الستين لمنظمة الأغذية والزراعة - ضمان تحرير البشرية من الجوع.

## انظُر أيضاً
- اليوم العالمي لسلامة الأغذية.
- الأمن الغذائي.
- جائزة الغذاء العالمية.

## وصلات خارجية
- الموقع الرسمي لمنظمة الأغذية والزراعة للأمم المتحدة
- يوم الأغذية العالمي، 16 أكتوبر / تشرين الأول 2013